# Institut d'études politiques de Paris
Institut d'études politiques de Paris (česky Pařížský institut politických věd), běžně zvaný Sciences Po je pařížská grande école se statutem grand établissement se šesti satelitními kampusy (v Dijonu, Nancy, Mentonu, Poitiers, Le Havru a Remeši) a hlavním kampusem v Paříži se zaměřením na společenské vědy a mezinárodní vztahy. Vzdělání v oblasti práva, financí, managementu, komunikace, marketingu, žurnalistiky a urbanismu je rovněž možným zaměřením studentů této „grande école“. SciencesPo je významnou institucí pro vysokoškolská studia. Založen byl v roce 1872 jako École libre des sciences politiques skupinou francouzských intelektuálů, politiků a obchodníků v čele s Émilem Boutmym. Je prvním z 10 institutů politických věd ve Francii, držitel statutu Grand établissement. IEP de Paris udržuje vzájemné partnerské vztahy s významnými univerzitními institucemi po celém světě.

## Historie

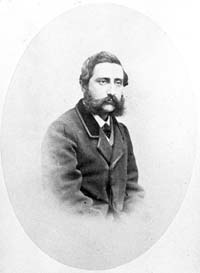
Émile Boutmy, francouzský politolog a filozof

Institut politických studií v Paříži (IEP de Paris) původně vznikl ze Svobodné školy politických věd (École libre des sciences politiques, „SciencesPo Paris“). Jedná se o soukromou instituci založenou roku 1872 Émilem Boutmym. Institut politických věd si tímto ponechal původní struktury, název a budovy, které sídlí na ulici Saint-Guillaume v Paříži. Svobodná škola politických věd byla zřízena jakožto silný konkurent právnické fakulty v Paříži (Faculté de droit de Paris), která ve své době působila jako zřízení formující pařížskou elitu velkého státního aparátu. IEP de Paris je, díky jeho statutu soukromého zřízení, umožněno získávat nemalé finanční fondy a dotace, ať už ze soukromého či veřejného sektoru nebo od mezinárodních donátorů.
V roce 1945 svěřil Charles de Gaulle (tehdejší prezident provizorní vlády francouzské republiky) Michelu Debré provizorní misi reformy veřejných funkcí, jehož hlavním cílem byla reforma formace a selekce vysokých funkcionářů. Tato akce vyústila v návrh znárodnit Svobodnou školu politických věd (navrženo Michelem Debré), což bylo, mimo jiné, dáno i faktem, že v té době vznikla Národní škola administrace (École nationale d’administration) jejíž charakter je národního rázu. Avšak, hlavním důvodem pro znárodnění Svobodné školy politických studií byl lehký příklon ke koalici levicových stran. Během vyjednávání Michela Debré a Jean-Marcel Jeanneney, přední osobnosti insitututu jako André Siegfried, Roger Seydoux nebo Jean-Marcel Jeanneney, kteří se postavili proti úplnému znárodnění. Návrh znárodnění byl tedy nakonec zavržen.
Nakonec se vytvořila dohoda kompromisního rázu, která spočívala ve vytvoření dvou rozdílných a navzájem doplňujících se struktur:
- Entita sui generis, soukromého statutu, Národní fond politických věd, na kterou bylo převedeno dědictví školy, její administrativní a finanční činnost.
- Veřejná entita, institut politických studií univerzity v Paříži, součást Pařížské univerzity, které byla přidělena funkce původní formace studentů.

Další instituty politických studií byly později vytvořeny v dalších velkých městech Francie.

## Klíčová čísla školy
- 13 000 studentů z nichž 46 % zahraničních z celkem téměř 150 zemí světa
- 410 partnerských univerzit
- 450 doktorandů
- 200 výzkumných pracovníků
- 166 milionů euro celkový rozpočet[1]

## Postavení v mezinárodních žebříčcích
Podle mezinárodního žebříčku QS World University Ranking (QS) se Sciences Po v roce 2020 světově umístila na 242. příčce. V širší kategorii sociálních věd ji QS v roce 2020 zařadil na 59. místo. Science Po vyniká v oblasti politických věd a mezinárodních studií, kde se podle QS umístila na 2. místě. V sociální politice a veřejné správě se podle QS umístila na 23. místě, v právu na 50. místě a v ekonomii na 51.–100. místě.
Mezinárodní žebříček Times Higher Education World University Rankings (THE) ji v témže roce zařadil na 401.–500. místo na světě. V kategorii sociálních věd ji ale umístil globálně na 69. příčku.
V mezinárodním žebříčku Academic Ranking of World Universities (ARWU) se Science Po mezi nejlepšími 1000 světovými univerzitami neumístila. V oblasti politických věd ji však ARWU zařadil globálně na 76.–100. příčku, v ekonomii na 101.–150. příčku a ve veřejné správě na 151.–200. příčku.

## Známé osobnosti
Mezi absolventy Sciences Po patří řada slavných francouzských i zahraničních osobností, např. prezidenti François Hollande, Jacques Chirac, François Mitterrand a Georges Pompidou), předsedové vlád François Fillon, Dominique de Villepin, Jean-Pierre Raffarin aj., bývalý generální tajemník OSN Butrus Butrus-Ghálí, politolog Jacques Rupnik či spisovatelé Marcel Proust a Roger Peyrefitte. Z českých osobností např. druhý československý prezident Edvard Beneš nebo první premiér Karel Kramář. Dále také Lukáš Macek, Aleš Chmelař či Josef Schovanec.
Václav Havel obdržel v roce 2009 titul doctor honoris causa, jako jedna z pouhých 18 takto oceněných osobností v celé historii školy.